# Мильярде, Алексис
Пьер Мари Алексис Мильярде́ (фр. Pierre-Marie Alexis Millardet; 1838—1902) — французский ботаник.

## Биография
Учился в Гейдельбергском университете, затем был профессором Страсбургского университета с 1869 года, университета Нанси с 1872 года и наконец Университета Бордо с 1876 года, член-корреспондент Французской академии наук. Специально изучал физиологию тайнобрачных и виноградных паразитов. Опубликовал, в частности, первую работу о причинах устойчивости винограда к заражению филлоксерой.
Во время эпифитотии рубежа 1870-х и 1880-х годов для защиты виноградников от плесневого гриба Plasmopara viticola изобрёл смесь гашёной извести, медного купороса и воды, которая стала известна как бордоская смесь. Эта смесь стала первым фунгицидом, который до сих пор используется во всём мире. В память об этом изобретении в 1902 году в Бордо был установлен бронзовый бюст Миллярде.
Некоторые работы Мильярде по вопросам гибридизации привлекли внимание К. А. Тимирязева и, через его посредство, Т. Д. Лысенко, назвавшего «мильярдеизмом» такой тип гибридизации, при котором всё потомство гибрида проявляет из поколения в поколение одни и те же доминантные свойства.

## Труды
- «La question des vignes américaines» (1877)
- «Essai sur le mildiou» (1881)
- «Reconstitution des vignobles par les vignes américaines» (1884; 2 изд., 1885)
- «Nouvelles recherches sur le développement et le traitemant du mildiou et de l’authracose» (1887) и др.